# Federazione calcistica del Lesotho
La Federazione calcistica del Lesotho (in inglese Lesotho Football Federation, acronimo LEFA) è l'ente che governa il calcio in Lesotho.
Fondata nel 1932, si affiliò alla FIFA e alla CAF nel 1964. Ha sede nella capitale Maseru e controlla il campionato nazionale, la coppa nazionale e la Nazionale del paese.